# Dorylus
Dorylus är ett släkte av myror. Dorylus ingår i familjen myror. Lokalt kallas de för Siafu.

## Bildgalleri

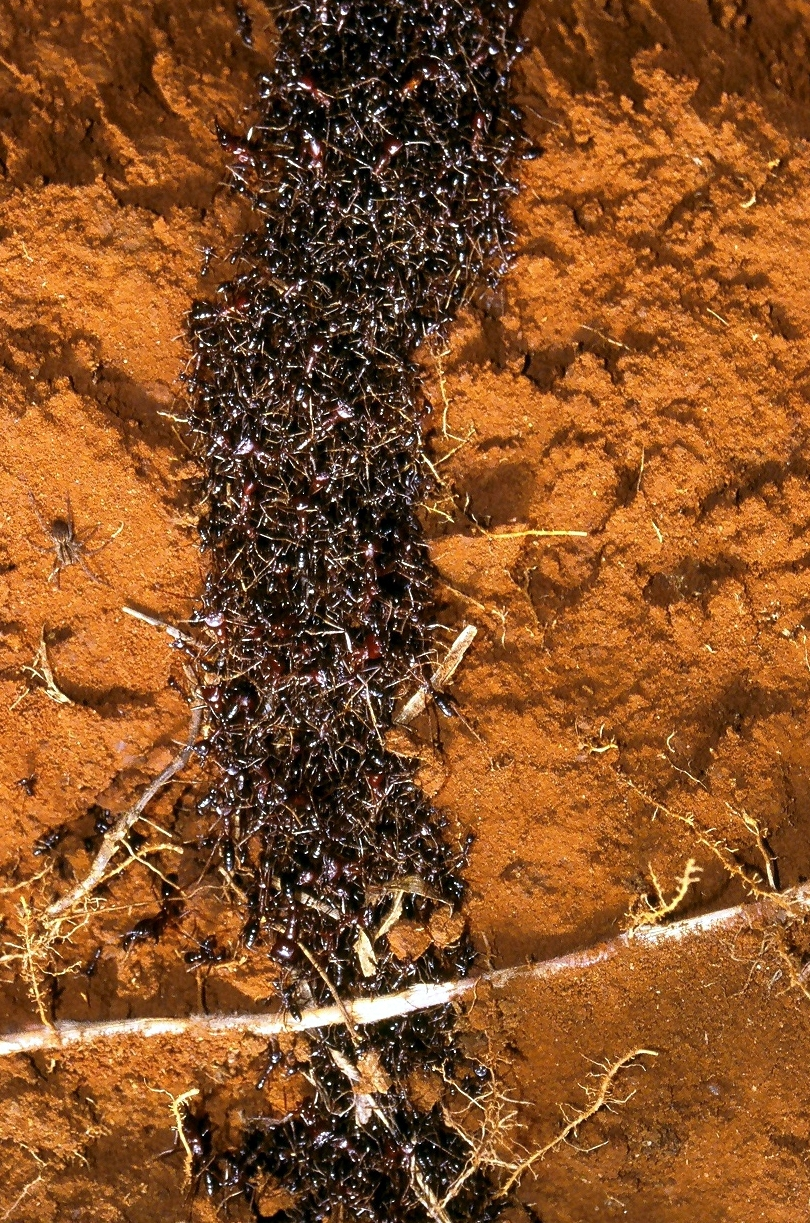
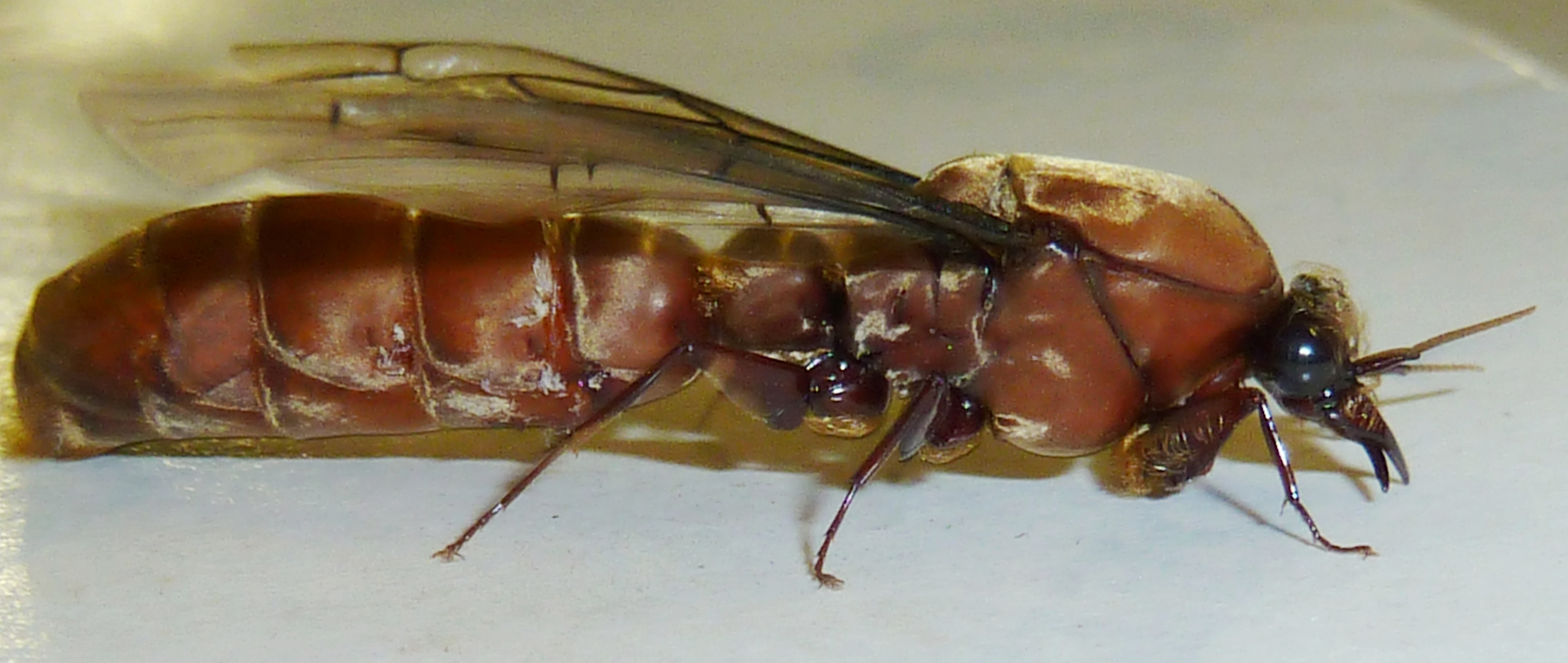
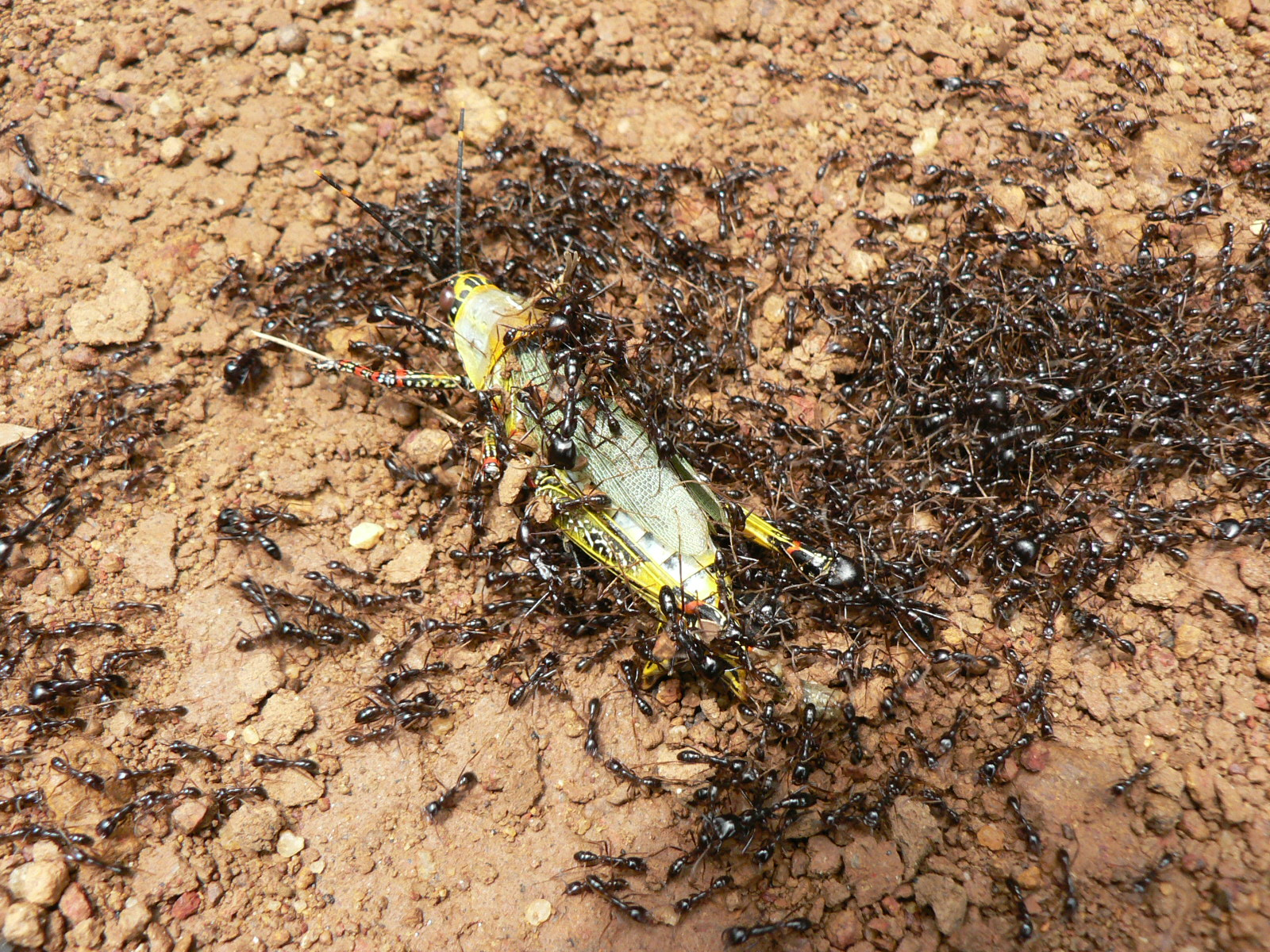
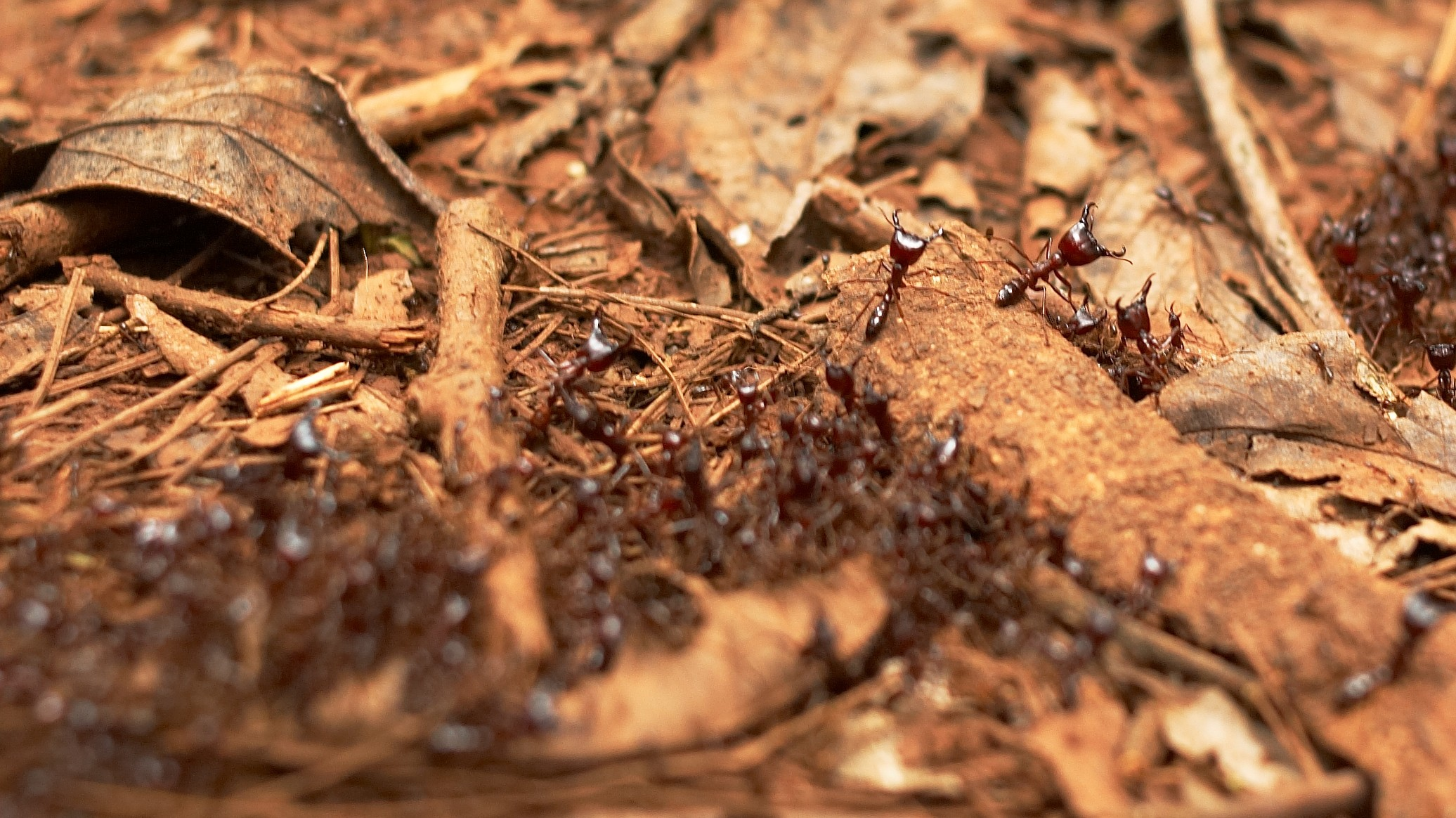

## Dottertaxa tillDorylus, i alfabetisk ordning[1]
- Dorylus acutus
- Dorylus aethiopicus
- Dorylus affinis
- Dorylus agressor
- Dorylus alluaudi
- Dorylus atratus
- Dorylus atriceps
- Dorylus attenuatus
- Dorylus bequaerti
- Dorylus bishyiganus
- Dorylus braunsi
- Dorylus brevipennis
- Dorylus brevis
- Dorylus buyssoni
- Dorylus congolensis
- Dorylus conradti
- Dorylus depilis
- Dorylus diadema
- Dorylus distinctus
- Dorylus ductor
- Dorylus emeryi
- Dorylus erraticus
- Dorylus faurei
- Dorylus fimbriatus
- Dorylus fulvus
- Dorylus funereus
- Dorylus furcatus
- Dorylus fuscipennis
- Dorylus gaudens
- Dorylus gerstaeckeri
- Dorylus ghanensis
- Dorylus gribodoi
- Dorylus helvolus
- Dorylus katanensis
- Dorylus kohli
- Dorylus labiatus
- Dorylus laevigatus
- Dorylus lamottei
- Dorylus leo
- Dorylus mandibularis
- Dorylus mayri
- Dorylus moestus
- Dorylus montanus
- Dorylus niarembensis
- Dorylus nigricans
- Dorylus ocellatus
- Dorylus orientalis
- Dorylus politus
- Dorylus rufescens
- Dorylus savagei
- Dorylus schoutedeni
- Dorylus spininodis
- Dorylus stadelmanni
- Dorylus stanleyi
- Dorylus staudingeri
- Dorylus striatidens
- Dorylus termitarius
- Dorylus titan
- Dorylus westwoodii
- Dorylus wilverthi
- Dorylus vishnui